# Barbara Rendtorff
Barbara Rendtorff (* 1951 in Heidelberg) ist eine deutsche Soziologin und Erziehungswissenschaftlerin und emeritierte Professorin für Schulpädagogik mit dem Schwerpunkt Geschlechterforschung an der Universität Paderborn. Sie war Mitbegründerin der Frankfurter Frauenschule.

## Werdegang
Barbara Rendtorff studierte Pädagogik, Soziologie und Geschichte und schloss mit dem Diplom in Soziologie sowie dem Ersten und Zweiten Staatsexamen für das Lehramt an Gymnasien (Sek. II) ab. Schon während der Studienzeit in der neuen Frauenbewegung aktiv, engagierte sich Rendtorff ab 1979 für den Aufbau einer autonomen Bildungseinrichtung für Frauen. Mit der Beteiligung an der Gründung der Frankfurter Frauenschule 1983 ging sie in die Praxis der Frauenbildungsarbeit und gestaltete für über ein Jahrzehnt gemeinsam mit dem Projektleitungsteam das Programm der Frauenschule.
1985 wurde sie für ihre Arbeit mit dem Titel Weibliches Prinzip – weibliche Praxis. Grundlagen für eine feministische Bildungsarbeit an der Universität Frankfurt promoviert.
1997 ging sie an die Universität zurück und habilitierte sich mit einer Studie zur Bedeutung der Geschlechterdifferenz in psychoanalytischen Konzepten im Fachbereich Erziehungswissenschaft an der Universität Osnabrück mit der venia legendi für Allgemeine Pädagogik. Sie hatte Vertretungs- und Gastprofessuren an den Universitäten Frankfurt am Main, Halle, Salzburg und Köln inne.
Von 2008 bis 2018 war sie Professorin für Schulpädagogik und Geschlechterforschung (Netzwerkprofessur) an der Universität Paderborn, damit verbunden war die wissenschaftliche Leitung des Zentrums für Geschlechterstudien. Seit Oktober 2018 ist Rendtorff Seniorprofessorin („Goethe Teaching Professorship“) am Institut für Allgemeine Erziehungswissenschaft der Johann Wolfgang Goethe-Universität Frankfurt am Main.
Sie war Mitglied (und einige Jahre Vorsitzende) der Sektion Frauen- und Geschlechterforschung in der Deutschen Gesellschaft für Erziehungswissenschaft (DGfE). Sie war außerdem Mitbegründerin und Mitglied im Beirat des Jahrbuchs Frauen- und Geschlechterforschung in der Erziehungswissenschaft.

## Frankfurter Frauenschule
Die von einem Kollektiv, vor allem bestehend aus den Soziologinnen Dörthe Jung und Lu Haas, Barbara Rendtorff, Sibylle Koch-Grünberg und Ellen Koch gegründete, Frankfurter Frauenschule war ein für die 1980er Jahre zeittypisches Frauen- und Bildungsprojekt. Das Programmangebot umfasste Kurse, Gesprächskreise und Workshops zu konkreten Lebenssituationen von Frauen, wie etwa Mütter und Alleinerziehende, Arbeitslose und Existenzgründerinnen. Die Nutzerinnen dieser Angebote waren unterschiedlichen Alters und kamen aus allen Bildungsschichten. Ein zweiter Schwerpunkt der Frauenschule war die Beschäftigung mit feministischer Theorienbildung zu Weiblichkeit und Geschlechterverhältnissen, der sich vor allem an Aktivistinnen der Frauenbewegung richtete. Die im Rahmen von zahlreichen Tagungen und Veranstaltungen zur feministischen Theoriendiskussion hervorgegangenen Vorträge, auch von internationalen Referentinnen wie Rosi Braidotti, Judith Butler, Luce Irigaray oder Luisa Muraro, wurden größtenteils in der Publikationsreihe Materialienband – Facetten feministischer Theoriebildung von 1987 bis 2002 veröffentlicht.
Ähnliche Angebote von autonomen Frauenprojekten entstanden in Köln, Hamburg und West-Berlin, die Frankfurter Frauenschule war eines der größten bundesweit. Sie existierte bis 2013.

## Feministische Theorie in der Erziehungswissenschaft
Barbara Rendtorffs Arbeitsschwerpunkt sind Theorien von Geschlecht und Geschlechterverhältnissen, die Tradierung von Geschlechterbildern und -stereotypen in Kindheit, Jugend und Schule sowie Geschlechteraspekte in pädagogischen Theorien und Institutionen.
Neben zahlreichen Publikationen, Tagungen und Veranstaltungen leitete sie verschiedene Forschungsprojekte an der Universität Paderborn, zum Beispiel das von dem Bundesministerium für Bildung und Forschung geförderten Projekt zum Thema Sexualisierte Übergriffe und Schulen – Prävention und Intervention (2012–2015) und das von der Fritz Thyssen Stiftung geförderte Forschungsprojekt Aktuelle Ungleichzeitigkeiten von Geschlechterkonzepten im Bildungsbereich – eine Gefahr für die Chancengleichheit (2013–2015).

## Privates
Barbara Rendtorff hat zusammen mit ihrem Lebensgefährten Heiner Goebbels einen Sohn und eine Tochter.

## Veröffentlichungen

### Bücher (Auswahl)
- Meike Sophia Baader, Eva Breitenbach, Barbara Rendtorff: Bildung, Erziehung und Wissen der Frauenbewegungen. Eine Bilanz. Kohlhammer Verlag, Stuttgart 2021, ISBN 978-3-17-036324-3.
- Barbara Rendtorff, Claudia Mahs, Anne-Dorothee Warmuth (Hrsg.): Geschlechterverwirrungen. Was wir wissen, was wir glauben und was nicht stimmt. Campus-Verlag, Frankfurt a. M. 2020, ISBN 978-3-593-51220-4.
- Barbara Rendtorff, Birgit Riegraf, Elke Kleinau: Bildung – Geschlecht – Gesellschaft. Beltz Verlag, Weinheim 2016, ISBN 978-3-407-25743-7.
- Claudia Mahs, Barbara Rendtorff, Thomas Rieske (Hrsg.): Erziehung, Gewalt, Sexualität. Zum Verhältnis von Geschlecht und Gewalt in Erziehung und Bildung. Verlag Barbara Budrich, Weinheim 2016, ISBN 978-3-8474-0705-8.
- Claudia Mahs, Barbara Rendtorff, Anne Warmuth (Hrsg.): Betonen – Ignorieren – Gegensteuern? Zum pädagogischen Umgang mit Geschlechtstypiken. Verlag Beltz-Juventa, Weinheim 2015.
- Barbara Rendtorff, Birgit Riegraf, Claudia Mahs und für die FG Gender Monika Schröttle (Hrsg.): Erkenntnis, Wissen, Intervention. Geschlechterwissenschaftliche Perspektiven. Verlag Beltz-Juventa, Weinheim 2015, ISBN 978-3-7799-3301-4.
- Barbara Rendtorff, Birgit Riegraf, Claudia Mahs: 40 Jahre Feministische Debatten. Resümee und Ausblick. Verlag Beltz-Juventa, Weinheim 2014, ISBN 978-3-7799-2931-4.
- Elke Kleinau, Barbara Rendtorff: Differenz, Diversität und Heterogenität in erziehungswissenschaftlichen Diskursen. Verlag Barbara Budrich, Opladen 2013, ISBN 978-3-8474-0331-9.
- Elke Kleinau, Barbara Rendtorff (Hrsg.): ‘Eigen‘ und ‘anders‘ – Abgrenzungen und Verstrickungen. Geschlechterforschung und Psychoanalytische Pädagogik im Dialog. Barbara Budrich, Opladen 2012.
- Vera Moser, Barbara Rendtorff (Hrsg.): Riskante Leben? Geschlechterordnungen in der Reflexiven Moderne. (= Jahrbuch Frauen- und Geschlechterforschung in der Erziehungswissenschaft. Band 8). Verlag Barbara Budrich, Opladen 2012, ISBN 978-3-86649-567-8.
- Barbara Rendtorff, Claudia Mahs, Verena Wecker (Hrsg.): Geschlechterforschung. Theorien, Thesen, Themen zur Einführung. Kohlhammer Verlag, Stuttgart 2011.
- Barbara Rendtorff: Bildung der Geschlechter. Kohlhammer Verlag, Stuttgart 2011, ISBN 978-3-17-021137-7.
- Barbara Rendtorff: Geschlecht und symbolische Kastration. Über Körper, Matrix, Tod und Wissen. Verlag Ulrike Helmer, Königstein/Taunus 1996.
- Barbara Rendtorff, Iris Nikulka, Barbara Köster, Dörthe Jung: Über weibliches Begehren und sexuelle Differenz und den Mangel im herrschenden Diskurs. Autonome Frauenbildungsarbeit am Beispiel der Frankfurter Frauenschule. Verein Sozialwissenschaftliche Forschung und Bildung für Frauen, Frankfurt am Main 1990.
- Barbara Rendtorff: Weibliches Prinzip – weibliche Praxis. Grundlagen für eine feministische Bildungsarbeit. Focus Verlag, Gießen 1985. (2. Auflage. 1990.)